# Bundesverband der Deutschen Entsorgungs-, Wasser- und Kreislaufwirtschaft
Der BDE Bundesverband der Deutschen Entsorgungs-, Wasser- und Kreislaufwirtschaft e. V., vormals Bundesverband der Deutschen Entsorgungs-, Wasser- und Rohstoffwirtschaft e. V., mit Sitz in Berlin und einem EU-Büro in Brüssel ist mit rund 750 Mitgliedsunternehmen die stärkste Vereinigung der deutschen Entsorgungs-, Rohstoff-, Recycling- und Wasserwirtschaft. Europaweit ist er der größte Verband dieser Branchen.

## Mitgliedschaft und Gremien
Alle großen privaten Entsorgungsunternehmen sind Mitglieder im BDE, wie beispielsweise die Marktführer Remondis, Veolia und Alba. Insgesamt gesehen ist die Branche regional und mittelständisch geprägt. Im Verband sind auch zahlreiche Unternehmen der Wasserver- und -Abwasserentsorgung sowie Betriebe der Stadtreinigung organisiert.
In den Fachgremien arbeiten mehr als 500 Fachleute aus den Mitgliedsunternehmen zu Themen aus den Bereichen Abfallbehandlung, Kreislaufwirtschaft sowie Wasserver- und -Abwasserentsorgung. Als Arbeitgeberverband ist der BDE Tarifpartner der Vereinigten Dienstleistungsgewerkschaft ver.di für Mantel- und Entgelttarife. Die Fortentwicklung der Ausbildungsberufe in der Entsorgungs- und Recyclingwirtschaft sowie die Weiterbildung sind seit 1992 in einer eigenen Bildungseinrichtung, dem Bildungswerk eingebunden.
In Bayern besteht als eigenständiger Verband der Verband der Bayerischen Entsorgungsunternehmen e. V. (VBS). Der VBS ist korporatives kooptiertes Mitglied im BDE. Der BDE ist in fünf Regionalvertretungen gegliedert, die von Berlin aus koordiniert werden. Er hat unter anderem Fachbereiche gebildet für Logistik, Abfallbehandlung, Biologische Behandlungsverfahren, Sonderabfallwirtschaft, Kreislaufwirtschaft, Wasserwirtschaft und die Kleine Tarifkommission. Fachbereichsübergreifende Arbeitskreise existieren für EU-Angelegenheiten, Umweltgesetzgebung und -recht, Steuern und Wettbewerb, Arbeitssicherheit und Qualitätsmanagement, Bildungswesen, BDE-Junioren. Die Mitgliedsunternehmen des BDE erwirtschaften in Deutschland den Großteil des Umsatzes privater Firmen in den Themenfeldern der Entsorgung von Abwasser, Abfallsammlung und -recycling sowie der Beseitigung von Umweltverschmutzungen.

## Ziele
- Hoher ökologischer Standard bei der Abfallentsorgung und -verwertung
- Förderung exportfähiger Zukunftstechnologie
- Deregulierung und freie Märkte in der Entsorgungsbranche
- Gleichberechtigung privater Unternehmen mit kommunalen Betrieben
- Privatisierung und Wettbewerbsgleichheit in der Wasserwirtschaft
- Europaweit einheitliche Anforderungen
- Förderung von Sekundärroh- und -brennstoffen

## Aufgaben in der Wasser- und Kreislaufwirtschaft
Als Fachverband stellt er der Öffentlichkeit fachliche Beiträge, Anregungen und Stellungnahmen zur Verfügung. Mit seinen inhaltlichen Beiträgen sucht er Lösungsansätze für Gesetze und Verordnungen, technische Vorschriften und Regelwerke. Als Lobbyverband arbeitet er auf den politischen und gesellschaftlichen Ebenen mit Regierung, Parlamenten, Ministerien, Behörden, Ämtern, Parteien, Verbänden, Wirtschaftsvereinigungen, Regierungs- und Nicht-Regierungsorganisationen zusammen. Als Arbeitgeberverband ist der BDE Tarifpartner der Vereinten Dienstleistungsgewerkschaft und schließt regelmäßig Mantel- und Entgelttarife ab. Der BDE fördert die Fort-, Aus- und Weiterbildung mit der Bildungseinrichtung „Bildungswerk der Deutschen Entsorgungswirtschaft“.

## Geschichte
Der Verband wurde am 20. September 1961 in Offenbach am Main gegründet. Er ging aus dem „Verband privater Städtereinigungsbetriebe (VPS)“ hervor. Parallel zur Internationalen Automobilausstellung in Frankfurt mobilisierte Gustav Edelhoff knapp 50 seiner Unternehmerkollegen zur Verbandsgründung. 1986 erfolgte die Namensänderung in „Bundesverband der Deutschen Entsorgungswirtschaft e. V. (BDE)“. Den Aufgaben der Städtereinigung stellen sich gleichgewichtig die neuen Tätigkeitsfelder im Entsorgungs- und Recyclingbereich zur Seite. 1996 fusionierte der BDE „Bundesverband Sonderabfallwirtschaft (BPS)“. Der Sonderabfallsparte wurde dabei in der Satzung des BDE eine besondere Stellung eingeräumt. Zum 1. Januar 2000 fusionierte der BDE mit dem „Verband privater Abwasserentsorger e. V. (VpA)“. Der Bereich der Wasserwirtschaft wird deutlich gestärkt. Privatwirtschaftlich organisierte Unternehmen der Wasserver- und -Abwasserentsorgung engagieren sich nunmehr im neuen „Fachbereich Wasserwirtschaft“. Danach liefen die Geschäfte unter dem neuen Namen weiter, was im Zuge der Firmenwahrheit und Firmenklarheit eine weitere Namensänderung notwendig machte.

## Aktivitäten
Das seit 1992 bestehende Bildungswerk der Deutschen Entsorgungswirtschaft (BwDE), Berlin, bietet branchenspezifische Kurse und Lehrgänge, Workshops und Schulungen an. Mit Veranstaltungen wie Tagungen oder Kongressen werden aktuelle und brisante Themen der Entsorgungsbranche aufgegriffen.
Der Verband ist Mitbegründer und Kooperationspartner des seit 1994 bestehenden ZER-QMS, Zertifizierungsstelle, Qualitäts- und Umweltgutachter GmbH, Köln. Die ZER-QMS ist eine Umweltgutachterorganisation der Entsorgungswirtschaft mit dem Ziel der Zertifizierung von Qualitätsmanagementsystemen nach ISO 9001. Mit dem Inkrafttreten der Entsorgungsfachbetriebeverordnung im Jahre 1996 erweiterte sich das Geschäftsfeld der ZER-QMS, die nunmehr sowohl als technische Überwachungsorganisation wie auch im Auftrag von Entsorgergemeinschaften Entsorgungsfachbetriebe begutachtet. Sie ist Zertifizierer für Arbeitssicherheitsmanagementsysteme. Auch die Vertretung in nationalen und internationalen Gremien im Auftrag des BDE sowie die fachliche Begleitung von BDE-Gremien gehört zu den Aufgaben der ZER-QMS.

## Skandale
Im April 2008 wurde der Verband von der Entdeckung von Bilanz- und Beitragsmanipulationen erschüttert. Der seit 2004 amtierende BDE-Präsident Peter Hoffmeyer, Vorstandsvorsitzender der Nehlsen AG Bremen, Vorsitzender der ENTSORGA gGmbH und seit 2006 Mitglied im Präsidium des Bundesverbandes der Deutschen Industrie (BDI) trat zurück. Nach kurzer kommissarischer Leitung durch Rainer Cosson übernahm am 13. November 2008 Matthias Raith das Amt des Hauptgeschäftsführer des BDE. Am 14. November 2008 berief der Verband den ehemaligen Finanzsenator des Landes Berlin, Peter Kurth (CDU), zum Vorsitzenden.
Der BDE trennte sich am 15. Januar 2024 „umgehend“ von seinem geschäftsführenden Präsidenten Peter Kurth, nachdem eine Zusammenkunft prominenter Vertreter der AfD und der radikalen Rechten in dessen Privatwohnung bekannt geworden war. Ebenfalls wurde bekannt, dass das ehemalige CDU-Mitglied als persönlichen Referenten Arne Friedrich Mörig, den Sohn Gernot Mörigs, des Initiators des Rechtsextremisten-Treffens in Potsdam im November 2023, von Oktober 2019 bis Juli 2020 beschäftigte.